# ƛ
ƛ – litera alfabetu łacińskiego używana niegdyś w fonetycznej transkrypcji języków autochtonicznych Ameryk w celu transkrypcji dźwięku [t͡ɬ], czyli spółgłoski bocznej zwarto-szczelinowej dziąsłowej bezdźwięcznej. Jest to litera powstała od minuskuły greckiej lambdy. 

## Kodowanie
| Znak                   | ƛ                                     | ƛ                                     |
| ---------------------- | ------------------------------------- | ------------------------------------- |
| Nazwa w Unikodzie      | Latin small letter lambda with stroke | Latin small letter lambda with stroke |
| Kodowanie              | dziesiątkowo                          | szesnastkowo                          |
| Unicode                | 411                                   | U+019B                                |
| UTF-8                  | 198 155                               | c6 9b                                 |
| Odwołania znakowe SGML | &#411;                                | &#x019B;                              |